# Associazione Calcio Savoia
L'Associazione Calcio Savoia di Milano, omonima del più celebre Savoia di Torre Annunziata, è stata una società calcistica di Milano.

## Storia
Fondata intorno al 1910, ebbe vita piuttosto breve in quanto, scioltasi all'inizio della stagione 1914-15 a calendari già compilati, non fu più ricostituita.
Nella sua corta storia non è quindi riuscita a partecipare alla massima serie del campionato italiano di calcio, pur avendoci provato.
I colori sociali erano il bianco e l'azzurro. Il campo casalingo era al Portello.